# گاوداری امیری
گاوداری امیری یک منطقهٔ مسکونی در ایران است که در دهستان حومه (ایرانشهر) واقع شده‌است. گاوداری امیری ۵۵ نفر جمعیت دارد.